# عقلانية نقدية شاملة
العقلانية النقدية الشاملة هي تطور للعقلانية النقدية والشاملة التي أنشأها ويليام وارن بارتلي في كتابه التراجع عن الالتزام. تحاول العقلانية النقدية الشاملة التغلب على مشكلة الالتزام المطلق أو التراجع اللانهائي عن طريق فصل النقد والتبرير. العقلانية النقدية الشاملة تحمل جميع المواقف مفتوحة للنقد، بما في ذلك العقلانية النقدية الشاملة نفسها. مثل هذا الموقف من حيث المبدأ لا يلجأ أبدًا إلى اللجوء للسلطة لتبرير المواقف، نظرًا لأن جميع السلطات تعتبر في جوهرها غير معصومة من الخطأ.